# West Indies Cricket Team in England in der Saison 2011
Die Tour des West Indies Cricket Teams nach England in der Saison 2011 fand vom 23. bis zum 25. September 2011 statt. Die internationale Cricket-Tour war Bestandteil der Internationalen Cricket-Saison 2011 und umfasste zwei Twenty20s. Die Serie endete unentschieden 1–1.

## Vorgeschichte
England spielte zuvor eine Tour gegen Sri Lanka und Indien, die West Indies gegen Pakistan und Indien. Das letzte Aufeinandertreffen der beiden Mannschaften bei einer Tour fand in der Saison 2008/09 in den West Indies statt.

## Stadien
Das folgende Stadien wurde für die Tour als Austragungsort vorgesehen und am 24. August 2011 festgelegt.
| Stadion  | Stadt  | Kapazität | Spiele      |
| -------- | ------ | --------- | ----------- |
| The Oval | London | 23.500    | 1. & 2. T20 |

## Kaderlisten
| Twenty20 | Twenty20 |
| England | West Indies |
| --- | --- |
| - Graeme Swann (K) - James Anderson - Jonny Bairstow - Ravi Bopara - Scott Borthwick - Tim Bresnan - Danny Briggs - Jos Buttler - Jade Dernbach - Steven Finn - Alex Hales - Craig Kieswetter (wk) - Samit Patel - Ben Stokes | - Darren Sammy (K) - Christopher Barnwell - Miles Bascombe - Devendra Bishoo - Nkruma Bonner - Johnson Charles - Derwin Christian (wk) - Fidel Edwards - Danza Hyatt - Ashley Nurse - Andre Russell - Marlon Samuels - Krishmar Santokie - Dwayne Smith |

## Twenty20 Internationals

### Erstes Twenty20 in London
| 23. September Scorecard | London (The Oval) | West Indies 125 (19.4)         | – | England 128-0 (15.2) |
|                         |                   | England gewinnt mit 10 Wickets |   |                      |

### Zweites Twenty20 in London
| 25. September Scorecard | London (The Oval) | West Indies 113-5 (20)          | – | England 88 (16.4) |
|                         |                   | West Indies gewinnt mit 25 Runs |   |                   |